# مادلین بانتینگ
مادلین بانتینگ (انگلیسی: Madeleine Bunting؛ زادهٔ ۱۹ مارس ۱۹۶۴) روزنامه‌نگار اهل بریتانیا است. او پیش از این دستیار سردبیر و ستون نویس روزنامه گاردین بود و پنج اثر غیرداستانی و دو رمان نوشته‌است (مراسم بی‌گناهی در سال ۲۰۲۲ منتشر شد).